# Clima de Amesterdão

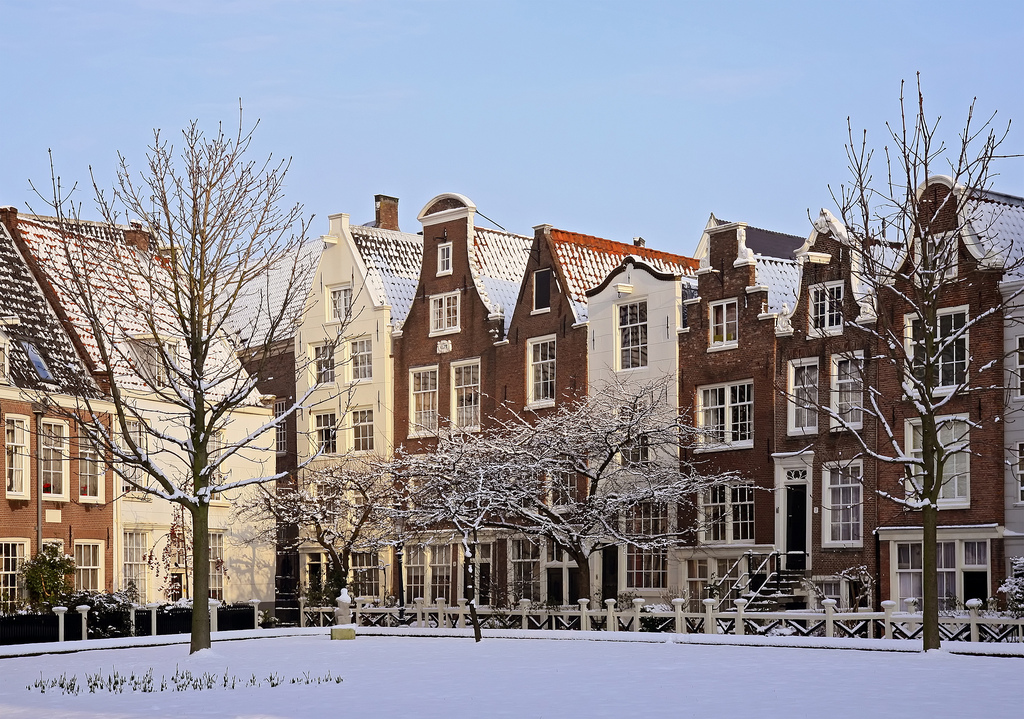
Neve em Amsterdã

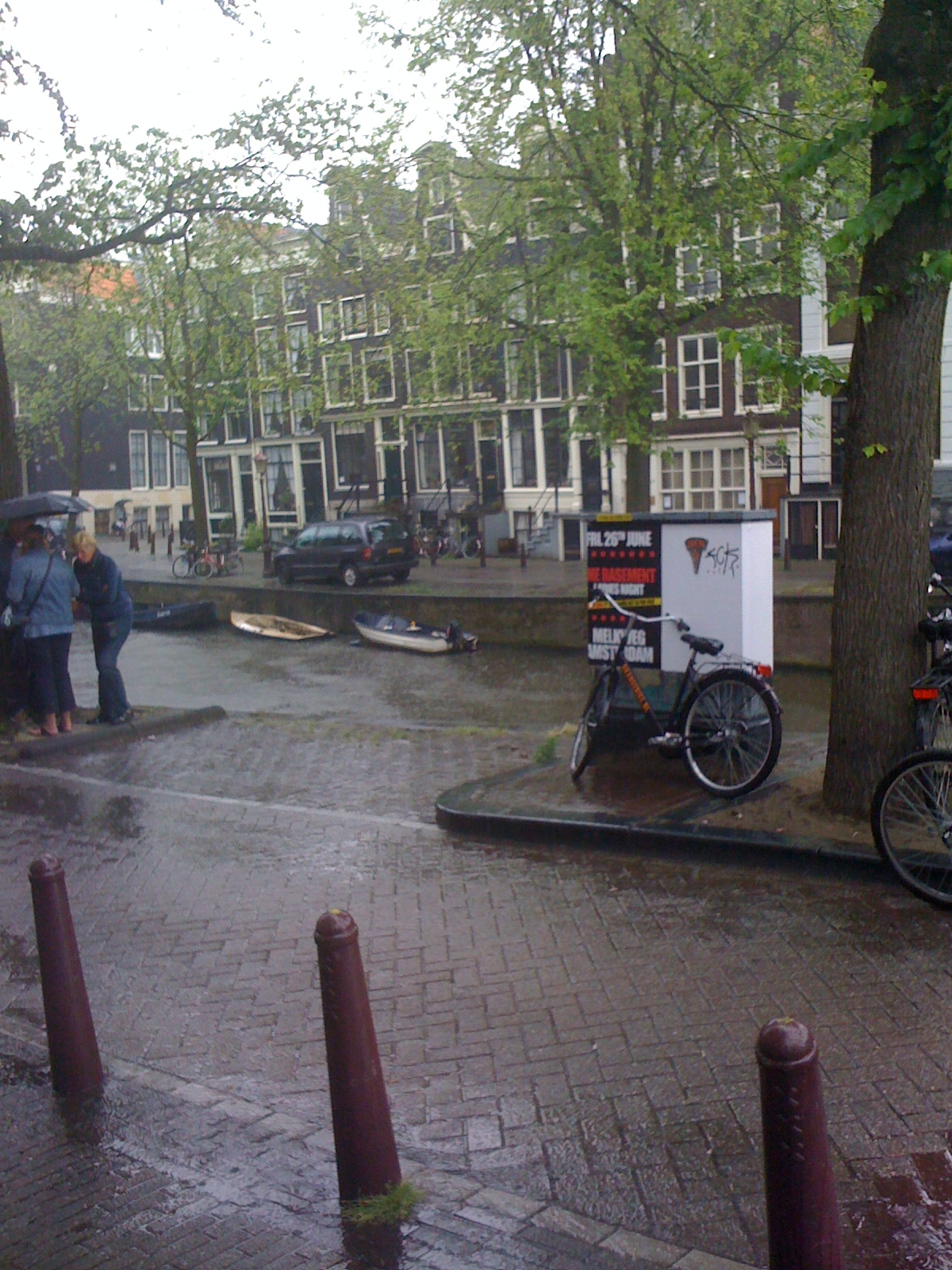
Chuva em Amsterdã

Amsterdã tem um clima oceânico temperado, com temperaturas que podem variar de -7°C, no inverno, a 30°C, no verão, embora raramente abaixo de -6°C ou acima de 27°C. O inverno é frio, com temperaturas ao redor de 0°C à noite e um pouco mais quente ao dia, com a úmidade e o vento podendo dar uma sensação térmica menor. Ventos vindos do oeste podem levar a temperatura a entre 10°C e 12°C, e os do leste podem levá-na abaixo de 0°C. O verão é uma estação moderada, caracteriza por períodos mais quentes, entre 20°C e 25°C, e mais frios, abaixo de 20°C. As noites podem ser frias, com baixas ao redor de 10°C, e podem haver curtos períodos de calor, entre 28°C e 30°C.
Precipitação é relativamente abundante, com 840mm anuais, comum e uniformemente espalhada pelo ano inteiro. A estação com mais precipitação é o outono, com entre 12 e 13 dias de precipitação, e a com menos é a primavera. O mês com mais chuva é agosto, com 55mm, e o com menos é abril, com 18mm. Agosto é também o mês com mais dias de chuva, uma média de 18.8, e abril o com menos dias, 12.2. Neve cai em 5 meses no ano: janeiro, fevereiro, março, novembro e dezembro. O mês com mais neve é fevereiro, com 22mm, e o com menos é novembro, com 1mm. Fevereiro tem 3.8 dias de neve, e novembro 0.4. A úmidade relativa do ar é maior durante o mês de dezembro (86%) e menor durante abril (75%).
Os ventos são mais fortes durante o inverno, com os meses de fevereiro, março e outubro também muito ventosos. O mês com a maior velocidade média do vento é dezembro, com 20,4 km/h, e os meses com ventos mais calmos são julho e agosto, com 13,2 km/h. A direção principal do vento é sudoeste, seguido pelas direções sudoeste-oeste e sudoeste-sul. Durante o inverno, os ventos fortes, junto a úmidade, podem criar uma sensação térmica mais baixa que a temperatura real.
A pressão atmosférica é maior durante os meses de setembro (1.016,8 mbar), maio (1.016,5 mbar) e junho (1.016,1 mbar) e menor em novembro (1.011,2 mbar), fevereiro (1.014,1 mbar) e dezembro (1.014,3 mbar). Os meses com mais dias ensolarados são março (15,1), abril (14,9) e maio (13,3), e os com menos são dezembro (8), agosto (10) e novembro (10,5). Os meses com maior índice de nebulosidade são dezembro (66%), janeiro (63%) e fevereiro (60%), e os meses com menor índice são agosto (40%), abril e julho (41%) e maio e junho (43%). Os meses de janeiro, fevereiro, novembro e dezembro tem um índice de raios ultravioletas de 2; março, abril e outubro, 3; maio e junho, 4; junho, julho e agosto, 5.